# Điên thì có sao
Điên thì có sao (tiếng Hàn: 사이코지만 괜찮아; Romaja: Saikojiman gwaenchana; Tiếng Anh: It's Okay to Not Be Okay) là một bộ phim truyền hình Hàn Quốc ra mắt năm 2020 do Studio Dragon sáng tạo, Jo Yong viết kịch bản và Park Shin-woo làm đạo diễn dưới sự chỉ đạo sản xuất của Story TV và Gold Medalist. Phim có sự góp mặt của Kim Soo-hyun và Seo Ye-ji. Bộ phim được phát sóng trên kênh truyền hình cáp tvN vào khung giờ 21:00 (KST) tối thứ 7, chủ nhật hàng tuần và ứng dụng Netflix trên toàn thế giới lúc 23:00 (KST) cùng ngày bắt đầu từ ngày 20 tháng 6 năm 2020.

## Nội dung
"Điên thì có sao" xoay quanh câu chuyện về nhân viên y tế cộng đồng làm việc ở khoa tâm thần tên Moon Gang-tae (Kim Soo-hyun) không có thời gian dành cho bản thân, phải vất vả mưu sinh và chăm sóc người anh trai tự kỷ và một tác giả truyện thiếu nhi không biết đến tình yêu tên Go Moon-young (Seo Ye-ji). Sau khi gặp nhau, cả hai dần chữa lành những tổn thương tình cảm cho nhau.

## Diễn viên

### Diễn viên chính
- Kim Soo-hyun vai Moon Gang-tae[4]
  - Moon Woo-jin vai Moon Gang-tae lúc nhỏ

30 tuổi; Nhân viên y tế cộng đồng làm việc ở khoa tâm thần Moon Gang-tae không có thời gian yêu đương
- Seo Ye-ji vai Ko Mun-young[1]
  - Kim Soo-in vai Ko Mun-young lúc nhỏ

Nhà văn viết truyện cho trẻ em mắc chứng rối loạn nhân cách chống đối xã hội, không biết tình yêu là gì
- Park Gyu-young vai Nam Ju-ri[5]

Y tá, đồng nghiệp của Moon Gang-tae, bạn cùng lớp hồi bé của Mun-young
- Oh Jung-se vai Moon Sang-tae[6]

35 tuổi; Người anh trai bị tự kỉ của Gang-tae

### Diễn viên phụ
- Kim Joo-hun vai Lee Sang-in

CEO của công ty xuất bản truyện cổ tích của Mun-young.
- Kim Chang-wan vai Oh Ji-wang

Chủ tịch của bệnh viện tâm thần.
- Kim Mi-kyung vai Kang Soon-deok

Bếp trưởng của viện tâm thần, mẹ của Joo-ri.
- Lee Eol vai Go Dae-hwan

Cha của Moon-young và là một bệnh nhân tâm thần bị chứng suy giảm trí nhớ.
- Jang Young-nam vai Park Haeng-ja

Điều dưỡng cấp cao.
- Kang Ki-doong [ko] vai Jo Jae-soo

Bạn của Kang-tae (lớn hơn Kang-tae 1 tuổi)
- Jang Gyu-ri vai Sun-byul

Điều dưỡng với 3 năm kinh nghiệm, bạn thân Joo-ri.
- Park Jin-joo vai Yoo Seung-jae

Giám đốc nghệ thuật của công ty Sang-in.

### Khác
- Woo Jung-won vai Do Hee-jae

Mẹ của Mun-young.
- Kwak Dong-yeon vai Kwon Min-suk
- Choi Woo-sung vai Oh Cha-yong
- Kim Ki-chun vai Gan Pil-ong
- Jung Jae-kwang vai Joo Jung-tae
- Ji Hye-won vai Lee Ah-reum
- Kang Ji-eun vai Park Ok-ran
- Joo In-young vai Yoo Sun-hae

## Tập phim
| TT. | Tiêu đề                             | Ngày phát sóng gốc  |
| --- | ----------------------------------- | ------------------- |
| 1 | "Cậu bé lớn lên bằng ác mộng"       | 20 tháng 6 năm 2020 |
| "Cậu bé ăn ác mộng" chỉ những người đối mặt với nỗi đau bằng cách trốn tránh, trong khi thực tế việc quên đi những kí ức đau khổ gần như là chuyện không thể. Nghe thì tàn nhẫn nhưng quả thật chỉ những người dám đối mặt và vượt qua được nỗi đau thì mới vững vàng bước tiếp được trên đường đời, bằng không có trốn tránh cách nào cũng không thể cảm nhận hạnh phúc đích thực. Nếu không vượt qua được nỗi đau thì chỉ mãi là đứa trẻ chưa lớn. |                                     |                     |
| 2 | "Cô gái mang đôi giày đỏ"           | 21 tháng 6 năm 2020 |
| Truyện cổ tích Đôi Giày Đỏ của Andersen kể về một cô gái mang đôi giày đỏ nhảy múa liên tục, đôi bàn chân gắn chặt với đôi giày đến mức người bố cưa chân thì phần chân bị cưa vẫn nhảy múa trên đôi giày đỏ. Câu chuyện có phần kinh dị này lại được dùng để ẩn ý cho sự khao khát của Moon Young đối với Kang Tae sau khi cô nhận ra anh có ý nghĩa đặc biệt với mình - anh chính là "đôi giày đỏ" của cô, dù có chuyện gì xảy ra cũng sẽ mãi mãi không thể tách rời. |                                     |                     |
| 3 | "Phù thủy say giấc"                 | 27 tháng 6 năm 2020 |
| Đi theo Gang-tae, Mun-yeong bắt đầu giảng dạy các lớp văn học tại bệnh viện mới của anh. Hỗn loạn nổ ra khi một bệnh nhân VIP bỏ trốn. |                                     |                     |
| 4 | "Nhóc thây ma"                      | 28 tháng 6 năm 2020 |
| Chuyện kể về một cậu bé "trông như thây ma" sống cả đời chỉ biết ăn mà không biết nói. Khi nạn đói kéo đến và mẹ hiến cả thân thể làm thức ăn cho cậu, thời khắc lần đầu tiên chạm vào tấm thân tàn của mẹ, cậu mới cất tiếng: "Mẹ thật ấm." Câu chuyện nêu bài học nghẹn ngào về tình cảm gia đình, rằng thứ mà những đứa trẻ cần nhất trên đời chưa hẳn là cơm ăn áo mặc, mà là tình thương và hơi ấm gia đình. Cả Moon Young lẫn Kang Tae đều như Nhóc Thây Ma, trưởng thành mà thiếu thốn hơi ấm tình thương nên mới ôm hoài những nỗi sợ không biết nói cùng ai và lớn lên cùng bao nhiêu mặc cảm |                                     |                     |
| 5 | "Rapunzel và lâu đài bị nguyền rủa" | 4 tháng 7 năm 2020  |
| Nàng Rapunzel với mái tóc dài quét đất sống mòn mỏi trong tòa tháp biệt lập dưới danh nghĩa tình thương và sự bảo vệ của "mẹ" Gothel hẳn là một hình tượng không xa lạ với nhiều người. Lớn lên dưới những lời thì thầm "con đặc biệt", "phải nghe lời mới là con ngoan", "con là bản sao hoàn hảo của mẹ", "nàng Rapunzel" của Điên Thì Có Sao chính là Go Moon Young - đứa trẻ bị nuôi dưỡng với tư duy bản sao độc hại, sống mà như bị giam cầm trong chính nhà mình. Nhưng rồi cũng đến ngày nàng công chúa dứt mình khỏi vòng kiểm soát, dũng cảm nghe theo trái tim mình. Hành động cắt tóc của Rapunzel lẫn Moon Young đều có cùng ý nghĩa, chính là tự giải phóng bản thân khỏi sự kiểm soát độc hại nhân danh tình thương. |                                     |                     |
| 6 | "Bí mật của yêu râu xanh"           | 5 tháng 7 năm 2020  |
| Yêu Râu Xanh là câu chuyện cổ tích Pháp kể về một gã quý tộc giàu có với bộ râu màu xanh xấu xí. Gã cưới nhiều vợ nhưng tất cả lần lượt biến mất đầy bí ẩn, để rồi đến người vợ gần nhất, khi gã vắng nhà cô thử mở căn phòng cấm thì thấy xác của những người vợ trước. Gã quý tộc trở về nổi cơn thịnh nộ định giết vợ mình nhưng may thay các anh trai của cô đã có mặt kịp lúc để kết liễu gã. Như vậy, nhân vật Yêu Râu Xanh rõ ràng để ám chỉ Ko Dae Hwan (Lee Eol) - người bố kì quái của Moon Young, còn "người vợ cuối cùng" may mắn thoát chết dưới bàn tay gã có thể là Moon Young hoặc mẹ cô hoặc cả hai. Điên Thì Có Sao còn nhìn Yêu Râu Xanh dưới một lăng kính khác tích cực hơn: nếu có ai đó bỏ qua được sự khác biệt bên ngoài mà chân chính chấp nhận gã, đó mới là cô dâu đích thực. Hay nói cách khác, ai chấp nhận được sự khác biệt của bạn giống như cách Kang Tae có thể chịu đựng được sự "điên" của Moon Young hay như cách anh yêu thương anh trai bị tự kỉ, đó mới là người chân chính bạn cần ở đời. |                                     |                     |
| 7 | "Chú chó mùa xuân"                  | 11 tháng 7 năm 2020 |
| Câu chuyện kể về một chú chó bị buộc vào gốc cây, ban ngày cười đùa vui vẻ cùng bọn trẻ con nhưng đêm đến khi không có ai ở cạnh lại rên rỉ trong buồn bã và cô độc. Hẳn mọi người đều thắc mắc vì sao chú chó không tự cắn dây giải phóng mình, câu trả lời là do việc bị trói buộc quá lâu đã khiến nó quên mất cả cách cắn dây mà cứ chịu đựng việc bị kìm hãm như một điều hiển nhiên. Moon Young, Kang Tae, Sang Tae hay bất cứ ai bị trói buộc trong một tư tưởng áp đặt hay nỗi ám ảnh dai dẳng đến mức không nhận thức được giá trị đích thực của bản thân, đều là những chú chó mùa xuân. Câu chuyện nhằm khuyến khích mỗi người hãy cứ tiến lên, trung thành với bản thân, mạnh dạn nắm lấy hạnh phúc, mùa xuân của cuộc đời sẽ sớm đến thôi. |                                     |                     |
| 8 | "Giai nhân và quái vật"             | 12 tháng 7 năm 2020 |
| "Người đẹp" và "quái vật" chính là ngầm chỉ hai nhân vật chính của chúng ta với một sự đảo vai triệt để. Go Moon Young giàu vật chất nhưng nghèo tình thương, bất cần lạnh lẽo trong mắt người đời mang sự tương đồng rõ rệt với "quái vật", còn Kang Tae chính là "người đẹp" ban đầu e dè nhưng về sau chính là người sẽ đem tình yêu đến sưởi ấm trái tim lạnh lẽo của Moon Young. Sự đổi vai này thật sự là một cách thức thú vị để vừa truyền tải bản chất mối quan hệ của cặp đôi chính vừa thuận theo xu hướng nữ quyền nổi bật hiện tại. |                                     |                     |
| 9 | "Ông vua có đôi tai lừa"            | 18 tháng 7 năm 2020 |
| 10 | "Cô bé chăn cừu"                    | 19 tháng 7 năm 2020 |
| 11 | "Vịt con xấu xí"                    | 25 tháng 7 năm 2020 |
| 12 | "Romeo và Juliet"                   | 26 tháng 7 năm 2020 |
| 13 | "Cha của Janghwa và Hongryeon"      | 1 tháng 8 năm 2020  |
| 14 | "Tay, cá mặt quỷ"                   | 2 tháng 8 năm 2020  |
| 15 | "Tình nghĩa anh em"                 | 8 tháng 8 năm 2020  |
| 16 | "Đi tìm gương mặt thật"             | 9 tháng 8 năm 2020  |

## Nhạc phim

### Phần 1
| 21 tháng 6 năm 2020 | 21 tháng 6 năm 2020                                                                                                   | 21 tháng 6 năm 2020       | 21 tháng 6 năm 2020       | 21 tháng 6 năm 2020 | 21 tháng 6 năm 2020 |
| STT                 | Nhan đề | Phổ lời                   | Phổ nhạc                  | Nghệ sĩ             | Thời lượng          |
| ------------------- | --- | ------------------------- | ------------------------- | ------------------- | ------------------- |
| 1.                  | "You're Cold" (더 많이 사랑한 사람이 아프대; deo manh-i salanghan salam-i apeudae; lit: The One Who Loved More Hurts) | Nam Hye-seung Park Jin-ho | Nam Hye-seung Park Jin-ho | Heize               | 3:54                |
| 2.                  | "You're Cold" (Inst.)                                                                                                 |                           | Nam Hye-seung Park Jin-ho |                     | 3:54                |
| Tổng thời lượng:    | Tổng thời lượng: | Tổng thời lượng:          | Tổng thời lượng:          | Tổng thời lượng:    | 7:48                |

### Phần 2
| 28 tháng 6 năm 2020 | 28 tháng 6 năm 2020 | 28 tháng 6 năm 2020       | 28 tháng 6 năm 2020       | 28 tháng 6 năm 2020 | 28 tháng 6 năm 2020 |
| STT                 | Nhan đề             | Phổ lời                   | Phổ nhạc                  | Nghệ sĩ             | Thời lượng          |
| ------------------- | ------------------- | ------------------------- | ------------------------- | ------------------- | ------------------- |
| 1.                  | "Breath" (숨)       | Nam Hye-seung Park Jin-ho | Nam Hye-seung Park Jin-ho | Sam Kim             | 4:14                |
| 2.                  | "Breath" (Inst.)    |                           | Nam Hye-seung Park Jin-ho |                     | 4:14                |
| Tổng thời lượng:    | Tổng thời lượng:    | Tổng thời lượng:          | Tổng thời lượng:          | Tổng thời lượng:    | 8:28                |

### Phần 3
| 5 tháng 7 năm 2020 | 5 tháng 7 năm 2020 | 5 tháng 7 năm 2020        | 5 tháng 7 năm 2020       | 5 tháng 7 năm 2020 | 5 tháng 7 năm 2020 |
| STT                | Nhan đề            | Phổ lời                   | Phổ nhạc                 | Nghệ sĩ            | Thời lượng         |
| ------------------ | ------------------ | ------------------------- | ------------------------ | ------------------ | ------------------ |
| 1.                 | "My Tale"          | Nam Hye-seung Park Jin-ho | Nam Hye-seung Surf Green | Park Won           | 3:47               |
| 2.                 | "My Tale" (Inst.)  |                           | Nam Hye-seung Surf Green |                    | 3:47               |
| Tổng thời lượng:   | Tổng thời lượng:   | Tổng thời lượng:          | Tổng thời lượng:         | Tổng thời lượng:   | 7:34               |

### Ca khúc đặc biệt Vol.1
| 18 tháng 7 năm 2020 | 18 tháng 7 năm 2020        | 18 tháng 7 năm 2020     | 18 tháng 7 năm 2020                     | 18 tháng 7 năm 2020 | 18 tháng 7 năm 2020 |
| STT                 | Nhan đề                    | Phổ lời                 | Phổ nhạc                                | Nghệ sĩ             | Thời lượng          |
| ------------------- | -------------------------- | ----------------------- | --------------------------------------- | ------------------- | ------------------- |
| 1.                  | "Wake Up"                  | Nam Hye-Seung Jello Ann | Nam Hye-seung Surf Green                | Elaine              | 4:14                |
| 2.                  | "Got You"                  | Kim Kyung-hee           | Nam Hye-seung Park Sang-hee             | GA EUN              | 3:13                |
| 3.                  | "Your Day" (feat. Kim Bom) | Nam Hye-seung Jello Ann | Nam Hye-seung Jeon Jung-hoon Kim Ki-won | Kim Ki-won          | 1:51                |
| 4.                  | "Wake Up" (Inst.)          |                         | Nam Hye-seung Surf Green                |                     | 4:14                |
| 5.                  | "Got You" (Inst.)          |                         | Nam Hye-seung Park Sang-hee             |                     | 3:13                |
| 6.                  | "Your Day" (Inst.)         |                         | Nam Hye-seung Jeon Jung-hoon Kim Ki-won |                     | 1:51                |
| Tổng thời lượng:    | Tổng thời lượng:           | Tổng thời lượng:        | Tổng thời lượng:                        | Tổng thời lượng:    | 18:36               |

### Phần 4
| 12 tháng 7 năm 2020 | 12 tháng 7 năm 2020                                                                              | 12 tháng 7 năm 2020       | 12 tháng 7 năm 2020      | 12 tháng 7 năm 2020 | 12 tháng 7 năm 2020 |
| STT                 | Nhan đề                                                                                          | Phổ lời                   | Phổ nhạc                 | Nghệ sĩ             | Thời lượng          |
| ------------------- | ------------------------------------------------------------------------------------------------ | ------------------------- | ------------------------ | ------------------- | ------------------- |
| 1.                  | "In Your Time" (아직 너의 시간에 살아; ajig neoui sigan-e sal-a; lit: I Still Live In Your Time) | Nam Hye-seung Park Jin-ho | Nam Hye-seung Surf Green | Lee Su-hyun (AKMU)  | 4:29                |
| 2.                  | "In Your Time" (Inst.)                                                                           |                           | Nam Hye-seung Surf Green |                     | 4:29                |
| Tổng thời lượng:    | Tổng thời lượng:                                                                                 | Tổng thời lượng:          | Tổng thời lượng:         | Tổng thời lượng:    | 8:58                |

### Ca khúc đặc biệt Vol.2
| 18 tháng 7 năm 2020 | 18 tháng 7 năm 2020              | 18 tháng 7 năm 2020     | 18 tháng 7 năm 2020         | 18 tháng 7 năm 2020 | 18 tháng 7 năm 2020 |
| STT                 | Nhan đề                          | Phổ lời                 | Phổ nhạc                    | Nghệ sĩ             | Thời lượng          |
| ------------------- | -------------------------------- | ----------------------- | --------------------------- | ------------------- | ------------------- |
| 1.                  | "In Silence"                     | Kim Kyung-hee           | Nam Hye-seung Park Sang-hee | Janet Suhh          | 3:30                |
| 2.                  | "I'm Your Psycho"                | Nam Hye-seung Jello Ann | Nam Hye-seung Park Sang-hee | Janet Suhh          | 3:10                |
| 3.                  | "Lighting Up Your World"         | Kim Kyung-hee           | Nam Hye-seung Kim Kyung-hee | Janet Suhh          | 3:38                |
| 4.                  | "In Silence" (Inst.)             |                         | Nam Hye-seung Park Sang-hee |                     | 3:30                |
| 5.                  | "I'm Your Psycho" (Inst.)        |                         | Nam Hye-seung Park Sang-hee |                     | 3:10                |
| 6.                  | "Lighting Up Your World" (Inst.) |                         | Nam Hye-seung Kim Kyung-hee |                     | 3:38                |
| Tổng thời lượng:    | Tổng thời lượng:                 | Tổng thời lượng:        | Tổng thời lượng:            | Tổng thời lượng:    | 20:36               |

### Phần 5
| 19 tháng 7 năm 2020 | 19 tháng 7 năm 2020                                                             | 19 tháng 7 năm 2020      | 19 tháng 7 năm 2020      | 19 tháng 7 năm 2020 | 19 tháng 7 năm 2020 |
| STT                 | Nhan đề                                                                         | Phổ lời                  | Phổ nhạc                 | Nghệ sĩ             | Thời lượng          |
| ------------------- | ------------------------------------------------------------------------------- | ------------------------ | ------------------------ | ------------------- | ------------------- |
| 1.                  | "Hallelujah" (나도 모르는 노래; nado moleuneun nolae; lit: A Song I Don't Know) | Nam Hye-seung Surf Green | Nam Hye-seung Surf Green | Kim Feel            | 4:28                |
| 2.                  | "Hallelujah" (Inst.)                                                            |                          | Nam Hye-seung Surf Green |                     | 4:28                |
| Tổng thời lượng:    | Tổng thời lượng:                                                                | Tổng thời lượng:         | Tổng thời lượng:         | Tổng thời lượng:    | 8:56                |

### Phần 6
| 26 tháng 7 năm 2020 | 26 tháng 7 năm 2020                                                      | 26 tháng 7 năm 2020      | 26 tháng 7 năm 2020 | 26 tháng 7 năm 2020 | 26 tháng 7 năm 2020 |
| STT                 | Nhan đề                                                                  | Phổ lời                  | Phổ nhạc            | Nghệ sĩ             | Thời lượng          |
| ------------------- | ------------------------------------------------------------------------ | ------------------------ | ------------------- | ------------------- | ------------------- |
| 1.                  | "Little By Little" (너라서 고마워; neolaseo gomawo; lit: Thanks For You) | Nam Hye-seung Kim Ki-won | Nam Hye-seung B.a.B | Cheeze              | 4:27                |
| 2.                  | "Little By Little" (Inst.)                                               |                          | Nam Hye-seung B.a.B |                     | 4:27                |
| Tổng thời lượng:    | Tổng thời lượng:                                                         | Tổng thời lượng:         | Tổng thời lượng:    | Tổng thời lượng:    | 8:54                |

### Phần 7
| 2 tháng 8 năm 2020 | 2 tháng 8 năm 2020 | 2 tháng 8 năm 2020       | 2 tháng 8 năm 2020       | 2 tháng 8 năm 2020 | 2 tháng 8 năm 2020 |
| STT                | Nhan đề            | Phổ lời                  | Phổ nhạc                 | Artist             | Thời lượng         |
| ------------------ | ------------------ | ------------------------ | ------------------------ | ------------------ | ------------------ |
| 1.                 | "Puzzle" (퍼즐)    | Nam Hye-seung Surf Green | Nam Hye-seung Surf Green | Yongzoo            | 3:55               |
| 2.                 | "Puzzle" (Inst.)   |                          | Nam Hye-seung Surf Green |                    | 3:55               |
| Tổng thời lượng:   | Tổng thời lượng:   | Tổng thời lượng:         | Tổng thời lượng:         | Tổng thời lượng:   | 7:50               |

### Bảng xếp hạng
| Tiêu đề                             | Năm  | Xếp hạng cao nhất | Ghi chú | Nguồn  |
| Tiêu đề                             | Năm  | KOR               | Ghi chú | Nguồn  |
| ----------------------------------- | ---- | ----------------- | ------- | ------ |
| "You're Cold" (Heize)               | 2020 | 62                | Part 1  | [ 7 ]  |
| "Breath" (Sam Kim)                  | 2020 | 59                | Part 2  | [ 8 ]  |
| "My Tale" (Park Won)                | 2020 | 92                | Part 3  | [ 9 ]  |
| "In Your Time" (Lee Su-Hyun (AKMU)) | 2020 | 31                | Part 4  | [ 10 ] |
| "Hallelujah" (Kim Feel)             | 2020 | 80                | Part 5  | [ 11 ] |
| "Little By Little" (Cheeze)         | 2020 | 106               | Part 6  | [ 12 ] |

## Tỷ lệ lượt xem
| Mùa | Mùa | Số tập | Số tập | Số tập | Số tập | Số tập | Số tập | Số tập | Số tập | Số tập | Số tập | Số tập | Số tập | Số tập | Số tập | Số tập | Số tập | Trung bình |
| Mùa | Mùa | 1      | 2      | 3      | 4      | 5      | 6      | 7      | 8      | 9      | 10     | 11     | 12     | 13     | 14     | 15     | 16     | Trung bình |
| --- | --- | ------ | ------ | ------ | ------ | ------ | ------ | ------ | ------ | ------ | ------ | ------ | ------ | ------ | ------ | ------ | ------ | ---------- |
|     | 1   | 1.680  | 1.247  | 1.428  | 1.400  | 1.407  | 1.701  | 1.572  | 1.584  | 1.565  | 1.633  | 1.758  | 1.694  | 1.704  | 1.683  | 1.759  | 2.065  | 1.618      |

| Tập | Phần       | Ngày phát sóng      | Tiêu đề tập phim                  | Tỷ lệ người xem trung bình (AGB Nielsen) | Tỷ lệ người xem trung bình (AGB Nielsen) |
| Tập | Phần       | Ngày phát sóng      | Tiêu đề tập phim                  | Toàn quốc                                | Seoul                                    |
| --- | ---------- | ------------------- | --------------------------------- | ---------------------------------------- | ---------------------------------------- |
| 1 |            | 20 tháng 6 năm 2020 | Cậu bé lớn lên bằng ác mộng       | 6.093%                                   | 7.036%                                   |
| 2 |            | 21 tháng 6 năm 2020 | Cô gái mang giày đỏ               | 4.722%                                   | 5.474%                                   |
| 3 |            | 27 tháng 6 năm 2020 | Phù thủy say giấc                 | 5.940%                                   | 6.529%                                   |
| 4 |            | 28 tháng 6 năm 2020 | Nhóc thây ma                      | 4.942%                                   | 6.000%                                   |
| 5 | 1          | 4 tháng 7 năm 2020  | Rapunzel và lâu đài bị nguyền rủa | 4.661%                                   | 5.285%                                   |
| 5 | 2          | 4 tháng 7 năm 2020  | Rapunzel và lâu đài bị nguyền rủa | 5.248%                                   | 5.782%                                   |
| 6 | 1          | 5 tháng 7 năm 2020  | Bí mật của yêu râu xanh           | 5.056%                                   | 5.114%                                   |
| 6 | 2          | 5 tháng 7 năm 2020  | Bí mật của yêu râu xanh           | 5.647%                                   | 5.748%                                   |
| 7 | 1          | 11 tháng 7 năm 2020 | Chú chó mùa xuân"                 | 5.054%                                   | 5.434%                                   |
| 7 | 2          | 11 tháng 7 năm 2020 | Chú chó mùa xuân"                 | 5.555%                                   | 5.753%                                   |
| 8 | 1          | 12 tháng 7 năm 2020 | Giai nhân và quái vật             | 4.744%                                   | 5.160%                                   |
| 8 | 2          | 12 tháng 7 năm 2020 | Giai nhân và quái vật             | 5.634%                                   | 6.407%                                   |
| 9 | 1          | 18 tháng 7 năm 2020 | Ông vua có đôi tai lừa            | 4.995%                                   | 5.416%                                   |
| 9 | 2          | 18 tháng 7 năm 2020 | Ông vua có đôi tai lừa            | 5.814%                                   | 6.501%                                   |
| 10 | 1          | 19 tháng 7 năm 2020 | Cô bé chăn cừu"                   | 4.212%                                   | 4.669%                                   |
| 10 | 2          | 19 tháng 7 năm 2020 | Cô bé chăn cừu"                   | 5.481%                                   | 5.995%                                   |
| 11 | 1          | 25 tháng 7 năm 2020 | Vịt con xấu xí"                   | 4.552%                                   | 4.681%                                   |
| 11 | 2          | 25 tháng 7 năm 2020 | Vịt con xấu xí"                   | 5.681%                                   | 5.661%                                   |
| 12 | 1          | 26 tháng 7 năm 2020 | Romeo và Juliet                   | 5.145%                                   | 5.597%                                   |
| 12 | 2          | 26 tháng 7 năm 2020 | Romeo và Juliet                   | 5.264%                                   | 6.108%                                   |
| 13 | 1          | 1 tháng 8 năm 2020  | Bố của Janghwa và Hongryeon       | 4.794%                                   | 5.155%                                   |
| 13 | 2          | 1 tháng 8 năm 2020  | Bố của Janghwa và Hongryeon       | 5.696%                                   | 6.151%                                   |
| 14 | 1          | 2 tháng 8 năm 2020  | Tay, Cá mặt quỷ                   | 5.403%                                   | 6.042%                                   |
| 14 | 2          | 2 tháng 8 năm 2020  | Tay, Cá mặt quỷ                   | 5.947%                                   | 6.654%                                   |
| 15 | 1          | 8 tháng 8 năm 2020  | Tình nghĩa anh em                 | 5.567%                                   | 6.198%                                   |
| 15 | 2          | 8 tháng 8 năm 2020  | Tình nghĩa anh em                 | 6.492%                                   | 7.365%                                   |
| 16 | 1          | 9 tháng 8 năm 2020  | Đi tìm gương mặt thật             | 6.224%                                   | 7.296%                                   |
| 16 | 2          | 9 tháng 8 năm 2020  | Đi tìm gương mặt thật             | 7.348%                                   | 8.535%                                   |
| Trung bình | Trung bình | Trung bình          | Trung bình                        | 5.425%                                   | 6.025%                                   |
| - Trong bảng trên đây, số màu xanh biểu thị cho tỷ lệ người xem thấp nhất và số màu đỏ biểu thị cho tỷ lệ người xem cao nhất:. - Bộ phim này được phát sóng trên hệ thống các kênh truyền hình cáp/trả phí nên số lượng người xem thấp hơn so với truyền hình miễn phí (ví dụ như KBS, SBS, MBC hay EBS). - Từ ngày 4 tháng 7 năm 2020, một tập phim được chia làm hai phần. |            |                     |                                   |                                          |                                          |

## Giải thưởng và đề cử
| Year                                                   | Bout | Award                          | Category                                  | Recipient                | Result       | Ref.   |
| ------------------------------------------------------ | ---- | ------------------------------ | ----------------------------------------- | ------------------------ | ------------ | ------ |
| 2020                                                   | 18th | Brand of the Year Awards       | Actor of the Year                         | Kim Soo-hyun             | Đề cử        | [ 15 ] |
| 2020                                                   | 18th | Brand of the Year Awards       | Actress of the Year                       | Seo Ye-ji                | Đoạt giải    | [ 15 ] |
| 2020                                                   | 2nd  | Daejeon Visual Art Tech Awards | Visual of the Year Award (Special Video)  | It's Okay to Not Be Okay | Đoạt giải    | [ 16 ] |
| 2020                                                   | 5th  | Asia Artist Awards             | Grand Prize (Daesang)                     | Kim Soo-hyun             | Đoạt giải    | [ 17 ] |
| 2020                                                   | 5th  | Asia Artist Awards             | Best Artist Award                         | Seo Ye-ji                | Đoạt giải    | [ 17 ] |
| 2020                                                   | 5th  | Asia Artist Awards             | AAA Hot Issue Award                       | Kim Soo-hyun             | Đoạt giải    | [ 17 ] |
| 2020                                                   | 5th  | Asia Artist Awards             | AAA Hot Issue Award                       | Seo Ye-ji                | Đoạt giải    | [ 17 ] |
| 2020                                                   | 7th  | APAN Star Awards               | Grand Prize (Daesang)                     | Kim Soo-hyun             | Chưa công bố | [ 18 ] |
| 2020                                                   | 7th  | APAN Star Awards               | Best Drama                                | It's Okay to Not Be Okay | Chưa công bố | [ 18 ] |
| 2020                                                   | 7th  | APAN Star Awards               | Excellence Award, Actress in a Miniseries | Seo Ye-ji                | Chưa công bố | [ 18 ] |
| 2020                                                   | 7th  | APAN Star Awards               | Best Supporting Actor                     | Oh Jung-se               | Chưa công bố | [ 18 ] |
| 2020                                                   | 7th  | APAN Star Awards               | Popular Star Award, Actor                 | Kim Soo-hyun             | Chưa công bố | [ 19 ] |
| 2020                                                   | 7th  | APAN Star Awards               | Popular Star Award, Actress               | Seo Ye-ji                | Chưa công bố | [ 19 ] |
| Denotes categories that were determined through votes. |      |                                |                                           |                          |              |        |

## Tranh cãi
Ngày 26/08/2020, Ủy ban Tiêu chuẩn Truyền thông Hàn Quốc đã tổ chức một cuộc họp quyết định về hình thức xử phạt pháp lý cảnh cáo đối với bộ phim truyền hình của đài tvN - Điên Thì Có Sao. Tác phẩm  này bị đưa ra soi xét vì có chứa cảnh quay miêu tả bộ phận nhạy cảm của nam giới, nội dung quấy rối tình dục, "tẩy trắng" cho hành vi quấy rối tình dục và lạm dụng bằng lời nói.
Những phân đoạn bị cho là phản cảm: Cảnh thứ nhất là khi nữ chính Go Moon Young xông vào phòng thay đồ của điều dưỡng nam trong bệnh viện và đòi chạm vào cơ thể của Moon Kang Tae (Kim Soo Hyun). Cảnh thứ hai là khi Moon Young đòi ở lại nhà, có những lời thoại nhạy cảm khi khen Kang Tae "ngon". Thời điểm lên sóng, những phân đoạn này cũng gây ra không ít tranh cãi, thậm chí phim còn bị khán giả Hàn Quốc chỉ trích với hơn 50 đơn khiếu nại.
Tuyến vai khách mời Kwon Gi Do do diễn viên Kwak Dong Yeon đảm nhận cũng bị phê phán do chàng trai mắc chứng hưng cảm, thích khỏa thân. Nhân vật này chặn đầu xe của Go Moon Young rồi phanh áo để lộ thân hình. Nữ nhà văn họ Go còn có lời thoại nhận xét về bộ phận nhạy cảm của Kwon Gi Do.
Phía Ủy ban Tiêu chuẩn truyền thông Hàn Quốc nhận định: "Đội ngũ sản xuất thiếu sự nhạy cảm về vấn đề giới tính. Những hành vi lạm dụng ngôn từ nhạy cảm, thô thiển trong bộ phim được phát sóng ở khung giờ vàng, cần đề cao việc bảo vệ thanh thiếu niên, sẽ tổn hại đến đối tượng khán giả này. Vì vậy, việc xử phạt không thể tránh khỏi".